# Neillia thibetica
Neillia thibetica là loài thực vật có hoa trong họ Hoa hồng. Loài này được Bureau & Franch. mô tả khoa học đầu tiên năm 1891.

## Hình ảnh

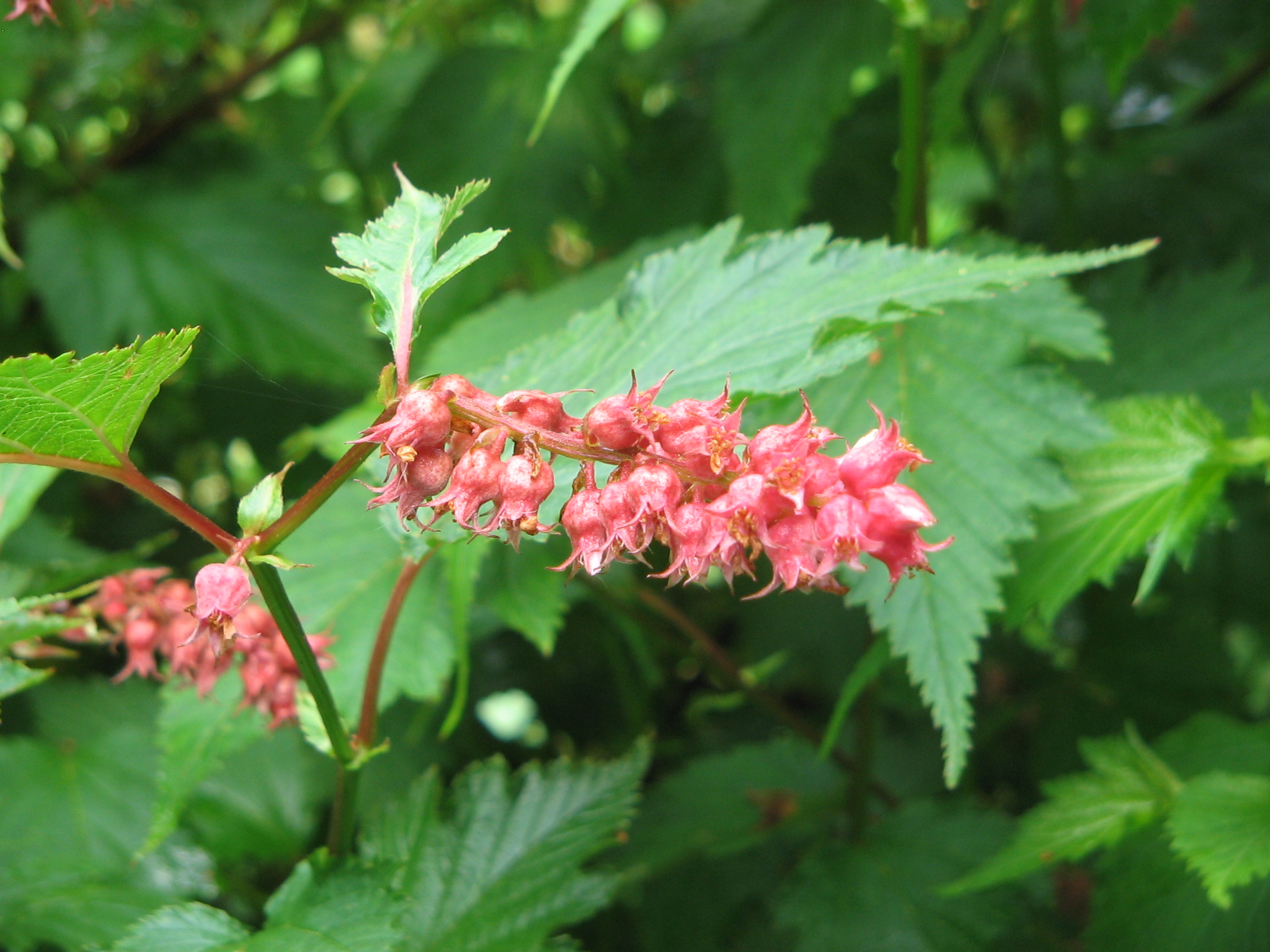
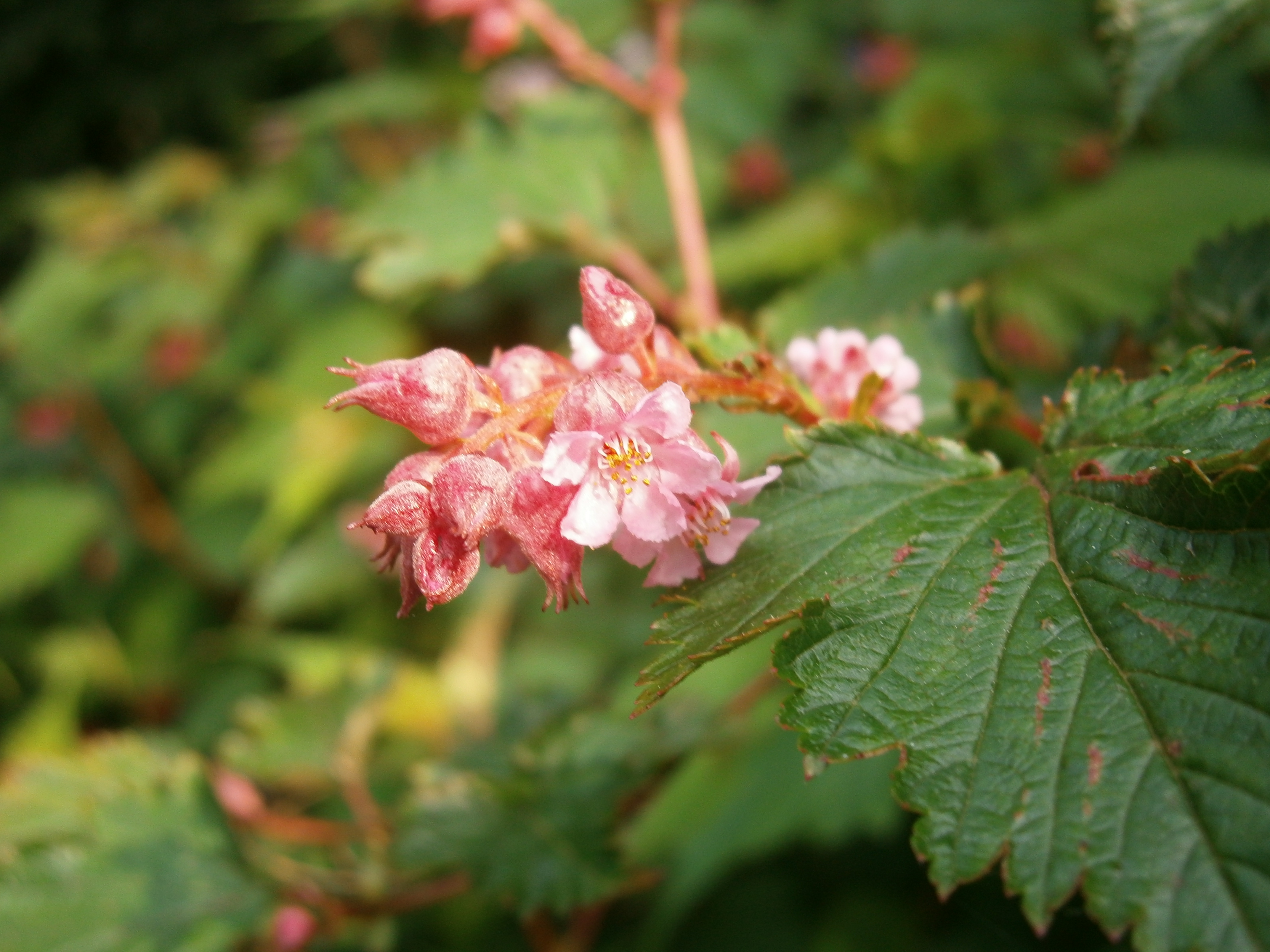